# Diplom-Is

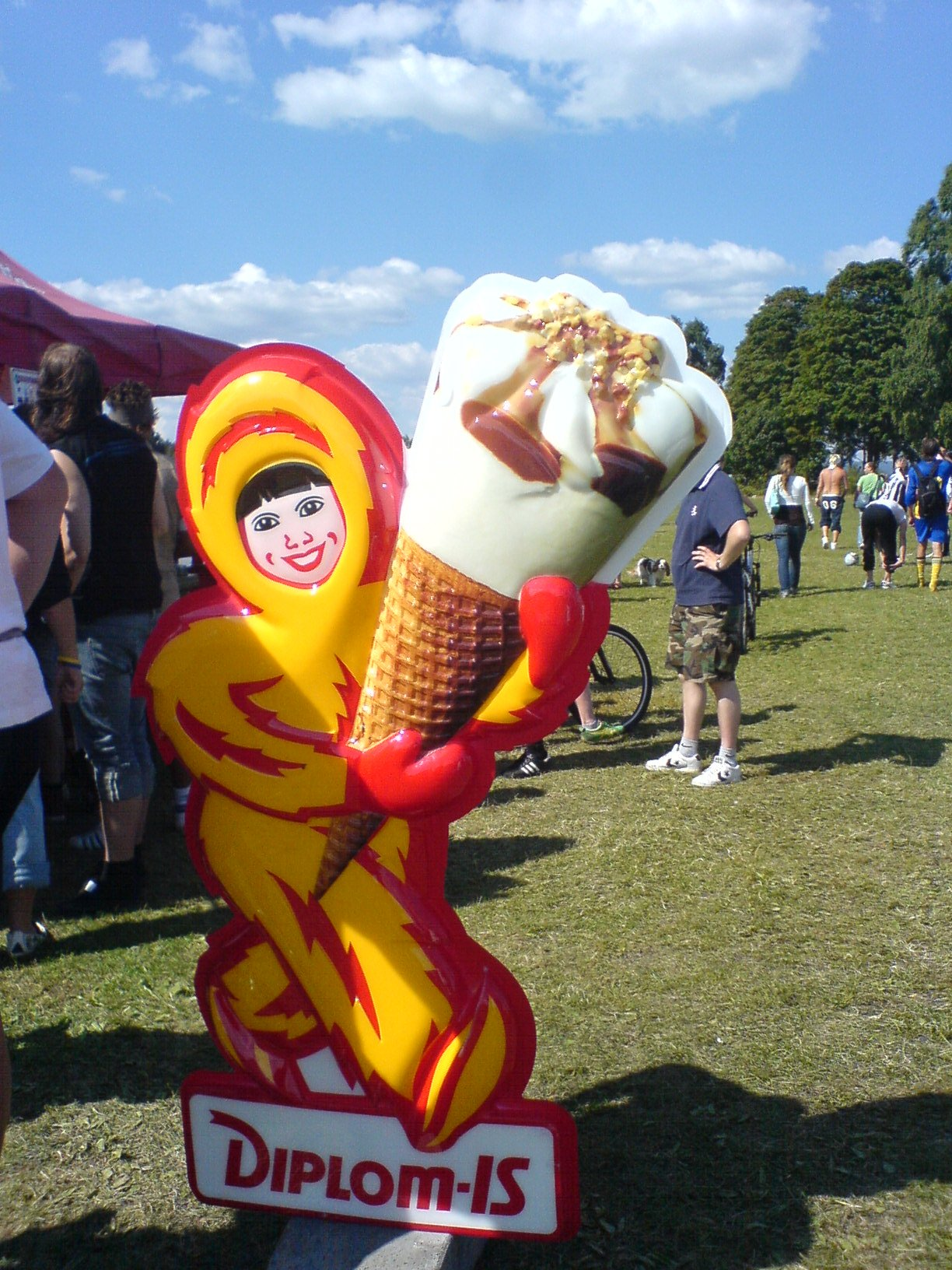
Diplom-Is tidigare maskot Eskimonika

Diplom-Is är ett norskt glassbolag och Skandinaviens största glassproducent. Diplom-Is startade sin glasstillverkning 1930.
Diplom-Is AS är ett helägt dotterbolag till Tine BA och är marknadsledande på glass i Norge med en marknadsandel på drygt 50 procent. Koncernen har egna dotterbolag i Danmark och Sverige och är därmed Skandinaviens största tillverkare av glass. Produktionsanläggningarna med tillverkning av glass är belägna i Brevik och på Gjelleråsen utanför Oslo.
Åren 2004–10 ingick tidigare Triumf Glass i företagsgruppen, under namnet Diplom-Is Svenska AB.
2005 tillverkade företaget 51,1 miljoner liter glass i sina tre fabriker.
Diplom-Is har sedan januari 2007 licensen att sälja Nestlés glass i Sverige. I sortimentet ingår bland annat After Eight, Lion, KitKat och Smarties.
Fram till 2020 hade företaget "Eskimonika" som sin logotyp, men bytte till "Diplom-Is Jenta" efter en viss debatt om kulturell appropriering.

## Siffror 2007
- Nettoomsättning 2007 var 1,241 miljoner norska kronor
- Produktionsvolymerna var 2007 47,1 miljoner liter.
- Antal anställda var 802 den 31 december 2007.